# Stemodia lanata
Stemodia lanata är en grobladsväxtart som beskrevs av Hipólito Ruiz López, Amp; Pav. och George Bentham. Stemodia lanata ingår i släktet Stemodia och familjen grobladsväxter. Inga underarter finns listade i Catalogue of Life.